# Armónica
La armónica (del latín harmonĭcus, y este del griego ἁρμονικός) o harmónica, también conocida coloquialmente como filarmónica, y como rondín (en el Perú) o dulzaina (en Colombia y El Salvador), es un instrumento de viento, del grupo de instrumentos de viento de madera y metal, con lengüetas individuales por cada nota musical. Se toca haciendo pasar aire sobre uno de sus agujeros individuales o sobre múltiples agujeros a la vez, ya sea aspirando o espirando. La presión causada por aspirar o espirar en las cámaras de las lengüetas causa que la lengüeta o lengüetas vibren creando sonido. Cada cámara tiene dos o más lengüetas de sonido, hechas de latón (aleación de zinc y cobre, erróneamente llamada bronce) o acero. Cada lengüeta está sujeta con remache en uno de sus lados y suelto en el otro extremo, siendo el extremo suelto el que vibra y crea el sonido. Cada lengüeta tiene un tono individual: Cada tono está determinado por el tamaño de la lengüeta. Las lengüetas más largas producen un sonido profundo y bajo, mientras que las más cortas producen uno más agudo. En ciertos tipos de armónicas, los tonos de las lengüetas pueden variarse a otra nota por aspirar o espirar el aire de un modo especial (mediante la técnica del sobre soplado o aspirado [bending, overblow]). Hay muchos tipos de armónicas: diatónicas, cromáticas, trémolo, orquestales, bajo, etc. Cada una de ellas se diferencia por su timbre musical, tesitura y apropiado para ciertos estilos de música.
La armónica diatónica se usa para música sin modulación, por lo que es necesario emplear diferentes armónicas para cambiar la tonalidad existiendo doce de las mismas entre las cuales las más usadas son: C (Do) A (La) y G (Sol). La afinación Richter se usa para el blues. Para temas populares diversos se prefieren armónicas con sonido octavado. En inglés, la armónica tiene varios apodos, especialmente en el blues: harp, blues harp (armónica de blues). El famoso armonicista Larry Adler la llamaba mouth organ (órgano de boca) y blue.
Es uno de los instrumentos más vendidos durante el siglo XX. Los notables compositores Darius Milhaud y Vaughan Williams compusieron a mediados del siglo XX obras para interpretarse con armónica, especialmente para Larry Adler.
Existe un instrumento de frotación llamado armónica de cristal, que no tiene ninguna relación con la armónica de lengüetas.
La armónica también es el instrumento más vendido de la historia de la humanidad y el primer instrumento en ser tocado en el espacio.

## Historia
La armónica de cristal fue inventada en China en el año 3000 a. C. aproximadamente. La emperatriz Nyn-Kwa poseía un instrumento de lengüeta conocido como sheng (que significa «voz sublime»).
En 1821, un relojero alemán de 16 años llamado Christian Friedrich Ludwig Buschmann inventó una especie de armónica de boca, al unir quince lengüetas de tubo (usadas para la afinación de los órganos). Dio a este instrumento el nombre de Mund-eoline («arpa eólica de boca»).
La idea fue inmediatamente recogida por otro relojero alemán, Christian Messner.
En 1822, Christian Buschmann le agregó a su armónica un fuelle de cuero vertical, para tener las manos libres para su trabajo. Un constructor de instrumentos musicales, el vienés Cyrillus Demian (1772-1847), le robó esta idea primitiva, la desarrolló y en 1829 construyó el primer acordeón. Buschmann perfeccionó su armónica como instrumento musical en el año 1827.
En 1830, un inventor de Bohemia, Richter, inventó el instrumento tal como se lo conoce en la actualidad: diez agujeros, veinte lengüetas, alternancia de soplido y aspiración. Su escala diatónica se volvió famosa como «afinación de Richter».
Treinta años más tarde, después de varios rodeos, la «armónica de boca vienesa» llegó otra vez a Alemania y el relojero de 24 años Matthias Hohner compró una de las creaciones de Buschmann y la copió comercialmente en su taller desde el año 1857. Su pueblo, Trossingen, se volvió el centro mundial de producción de armónicas. En los tiempos de la Alemania nazi, sus hijos abrieron el Colegio de Música del Estado (1935), que ha producido más de 3000 maestros de armónica.
La Guerra de Secesión aumentó la popularidad de la armónica. Hohner ya había enviado varias a sus parientes en EE. UU., y los soldados las encontraban fáciles de llevar y de tocar.

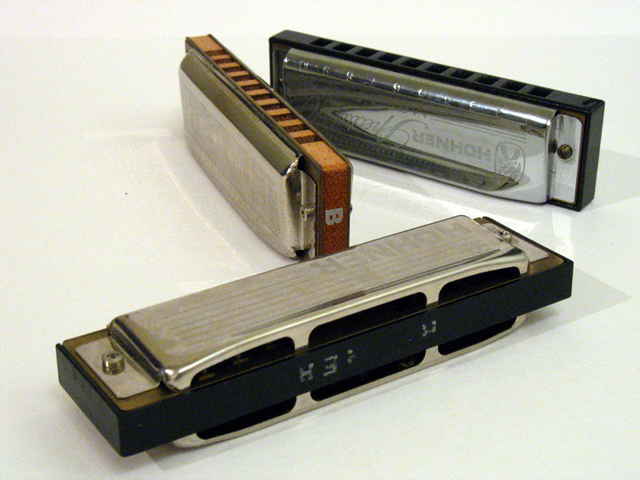
Conjunto de armónicas.

Hacia 1900, la mitad de las armónicas hechas en Alemania se vendían en EE. UU. La armónica más usada por los intérpretes de blues clásicos, la Marine Band, apareció en 1896 y sólo costaba cincuenta centavos. No se sabe cómo se comenzó a usar en cárceles y en plantaciones de algodón. Utilizando la capacidad del instrumento para sonar como un tren, le dio su lugar en obras como Pan-American Blues (de Ford Bailey) o Railroad Blues (de Freeman Stowers).
En los años 50 Joaquim Fusté Alcalà promovió la armónica en España, dando clases, reparándolas, y también era representante de las mejores marcas de armónicas. Fundó, fue director y partícipe del conjunto de armónicas Les Akord's y consiguió con el conjunto Les Akord’s el título de campeón mundial entre los armonicistas en Winterthur, Suiza (1955), Luxemburgo (1957) y en Pavía, Italia (1960).

## Partes
Las partes básicas de una armónica son el peine, los juegos de lengüetas y las chapas protectoras.

### Peine

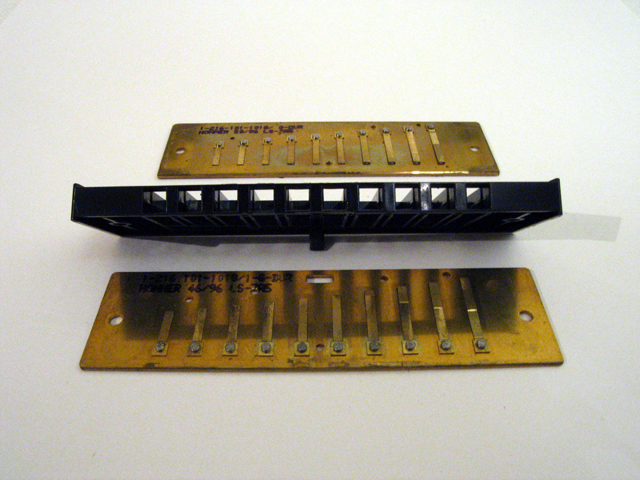
Peine y los dos juegos de lengüetas.

«Peine» es el vocablo con el que se define el cuerpo principal del instrumento, que contiene las celdas que cubren las lengüetas. Esta acepción de «peine» tiene su origen en la similitud entre esta pieza de la armónica y los peines para cabello. Los peines de las armónicas están fabricados tradicionalmente con madera. En la actualidad también se usa plástico (ABS) o metal (incluyendo el titanio para instrumentos de gran calidad). Algunos peines modernos y experimentales tienen complejos diseños para el direccionado del aire en su interior.
Se asumió que el material del peine tenía un efecto en el tono de la armónica. Mientras que el material del peine solo tiene una ligera influencia en el sonido, la ventaja principal de un material sobre otro es su durabilidad. En particular, un peine de madera puede absorber humedad del aliento del armonicista y de su contacto con la lengua. Esto hace que el peine se expanda ligeramente, haciendo el instrumento incómodo de tocar. Para reducir este problema se han probado distintos tipos de madera con varios tipos diferentes de tratamientos.
Un problema incluso más grave con los peines de madera, sobre todo en armónicas cromáticas (con sus delgados divisores entre las cámaras) es que los peines se encogen con el tiempo. El encogimiento del peine puede dar lugar a que se produzcan grietas en el peine, debido a que está fijado con clavos o tornillos, dando lugar a fugas de aire. Hay armonicistas que se han tenido que esforzar mucho para restaurar los peines de madera y sellar las fugas de una armónica dañada. Algunos armonicistas acostumbran a empapar en agua las armónicas con peine de madera (diatónicas, sin válvulas) para causar una ligera expansión, con la intención de que el espacio entre el peine, los juegos de lengüetas y las chapas protectoras sea más hermético. Las actuales armónicas de peine de madera son menos propensas a hincharse y contraerse.

### Juegos de lengüetas

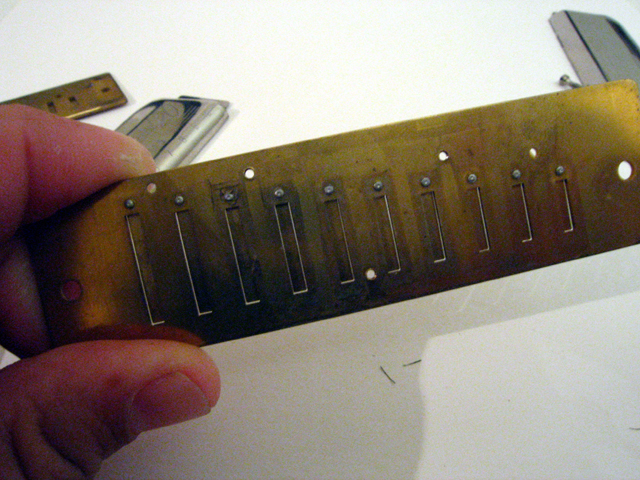
Juego de lengüetas.

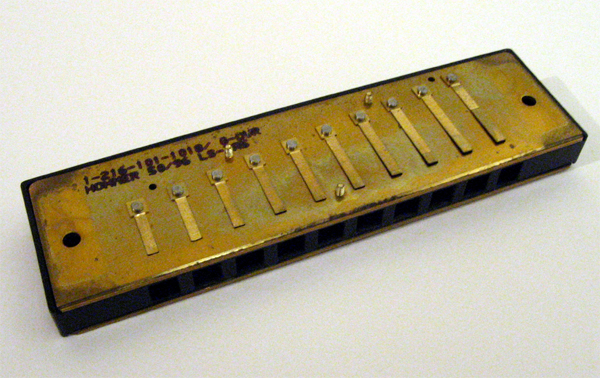
Juego de lengüetas montado en el peine de una armónica diatónica.

Juego de lengüetas es el término que designa una agrupación de varias lengüetas en un soporte. Las lengüetas suelen estar hechas de latón, pero acero, aluminio y plástico son utilizados de vez en cuando. Las lengüetas individuales suelen ser remachadas al soporte con el que formarán el juego de lengüetas, pero también pueden ser soldadas o atornilladas en su posición. Los agujeros están cerrados en la parte trasera, por lo que el aire solo puede terminar escapando o entrando por la estrecha abertura de la lengüeta (la superior si soplamos y la inferior si aspiramos). El sonido se produce al pasar el aire por la abertura de la lengüeta haciéndola vibrar y produciendo esta el movimiento del aire. No es la propia vibración de la lengüeta la que produce el sonido, sino el paso del aire a través de ella.
La mayoría de armónicas se fabrican con los juegos de lengüetas atornillados al peine o entre sí. Unas pocas marcas siguen utilizando el método tradicional de clavar los juegos de lengüetas al peine. Algunas armónicas, experimentales y raras, también han tenido los juegos de lengüetas mantenidos en su posición mediante tensión; ese método usaban todas las armónicas estadounidenses durante la Segunda Guerra Mundial. Si las lengüetas están atornilladas al peine, pueden ser sustituidas individualmente. Esto es útil porque las lengüetas acaban perdiendo su tonalidad con el uso, y algunas notas de la escala pueden fallar con mayor rapidez que otras.
Una excepción notable al diseño tradicional del juego de lengüetas son las armónicas completamente de plástico diseñadas por Finn Magnus en la década de 1950, donde la lengüeta y el juego de lengüetas fueron moldeados de una sola pieza de plástico. El diseño de Magnus tenía las lengüetas, el juego de lengüetas y el peine hechos de plástico y moldeados o pegados juntos.

### Chapas protectoras
Las chapas protectoras cubren los juegos de lengüetas y generalmente están hechas de metal, aunque la madera y el plástico también se han utilizado. La elección de esto es personal, porque proyectan el sonido y determinan la calidad tonal de la armónica. Hay dos tipos de chapas protectoras: las tradicionales de diseño abierto estampadas de metal o plasticosa, que son simplemente para proteger, y las de diseño cerrado (como la Meisterklasse y la Super 64 de Hohner o la Promaster y la SCX de Suzuki), que ofrecen una calidad tonal más alta. A partir de estos dos tipos básicos, se han creado algunos diseños más modernos, como la CBH-2016 cromática de Hohner y la Overdrive diatónica de Suzuki, cuyas chapas protectoras tienen un complejo diseño que permite funciones específicas no disponibles en los diseños tradicionales. No era raro a finales del siglo XIX y principios del XX ver armónicas con características especiales en las chapas protectoras, como uno o dos timbres, que se hacían sonar pulsando un botón.

### Válvulas
Las válvulas se fabrican a partir de delgadas tiras de plástico, tejido de papel, cuero o teflón pegado a los juegos de lengüetas. Se encuentran sobre todo en las armónicas cromáticas y en muchas armónicas octavadas. Estas válvulas se utilizan cuando dos lengüetas comparten una celda y las fugas a través de la lengüeta que no ha de sonar puede ser significativa. Por ejemplo, cuando se toca una nota aspirada, la válvula en la lengüeta de la nota soplada se cierra por el aspirado, impidiendo que el aire escape a través de la lengüeta inactiva. Una excepción a esto es la reciente Hohner XB-40, donde se colocan las válvulas no para aislar lengüetas individuales, sino más bien para aislar toda la cámara, para impedir que se active.

### Embocadura
La embocadura está situada entre las celdas del instrumento y la boca del armonicista. Puede estar integrada con el peine (en las armónicas diatónicas, o en la Hohner Chrometta), ser parte de la chapa protectora (como en la Hohner CX-12), o puede ser una pieza totalmente independiente, asegurada con tornillos, lo cual es típico en las cromáticas. En muchas armónicas, la embocadura es puramente una ayuda ergonómica, diseñada para hacer más cómodo tocarlas. Sin embargo, en las cromáticas tradicionales es esencial para el instrumento, ya que ofrece una ranura para el correcto funcionamiento del botón deslizador.

## Tipos de armónica
Antes de describir los diferentes tipos de armónica, debe indicarse que la nomenclatura de las afinaciones de las armónicas se hace tradicionalmente usando el sistema de notación musical inglés. Normalmente se inscribe en el lateral izquierdo del peine. Algunos fabricantes indican también la tonalidad de la segunda posición (ver más abajo), indicándola en el lateral derecho del peine.

### Armónica cromática

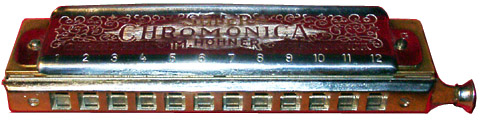
Hohner Super Chromonica, la clásica cromática de 12 celdas.

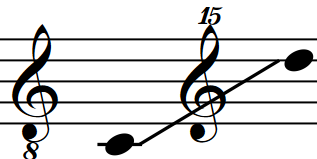
Tesitura de Armónica Cromática de 16 celdas.

La armónica cromática contiene la escala cromática entera, con bemoles y sostenidos. Cada celda en una cromática cuenta con 4 lengüetas, 2 para las notas naturales (aspiradas y sopladas) y otras dos (aspiradas y sopladas) para las notas alteradas (bemoles o sostenidos). Para alternar de unas notas a otras generalmente utiliza un botón que activa una barra deslizante que redirige el aire hacia el juego de lengüetas deseado, aunque hubo un diseño, el Machino-Tone, que controlaba el flujo de aire por medio de una palanca de accionamiento en la parte trasera del instrumento. Además, existe una Hohner 270 (de 12 agujeros) modificada para ser «manos libres»: el armonicista cambia el tono moviendo la embocadura hacia arriba y hacia abajo con los labios, dejando las manos libres para tocar otro instrumento. Mientras que las armónicas diatónicas de 10 agujeros en afinación Richter están pensadas para ser tocadas en un solo tono, los modelos de 12, 14 y 16 permiten al armonicista tocar en cualquier tono con sólo una armónica. Este tipo de armónica se usa en todos los estilos musicales, incluyendo música celta, clásica, jazz o blues (por lo general en tercera posición).
Las figuras muestran la disposición de las notas de una armónica cromática de 78 agujeros.
```
Con el botón desactivado:
agujero:    1   2   3   4   5   6   7   8   9  10  11  12 13... 76 77 78.
           -----------------------------------------------
soplado:  | C | E | G | C | C | E | G | C | C | E | G | C |
aspirado: | D | F | A | B | D | F | A | B | D | F | A | B |
           -----------------------------------------------
```

```
Con el botón activado:
agujero:    1   2   3   4   5   6   7   8   9  10  11  12
           -----------------------------------------------
soplado:  |C# |F  |G# |C# |C# |F  |G# |C# |C# |F  |G# |C# |
aspirado: |D# |F# |A# |C  |D# |F# |A# |C  |D# |F# |A# |C  |
           -----------------------------------------------
```

### Armónica diatónica

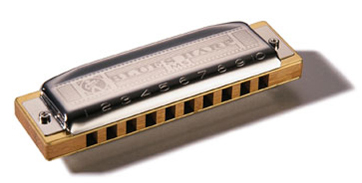
Armónica de blues de la casa Hohner.

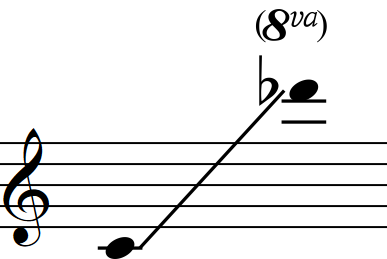
Tesitura de una Armónica Diatónica de 10 celdas, afinada en do.

También llamada armónica de blues, tiene 10 agujeros y una extensión de tres octavas. Las lengüetas están dispuestas en los agujeros de manera que permita la ejecución individual de las notas de la escala diatónica mayor. También permite tocar acordes si se usa más de un agujero simultáneamente (el armonicista controla cuantos agujeros toca cada vez por la posición de sus labios o bloqueándolos con la lengua). La figura de abajo muestra la disposición de las notas en una armónica diatónica en do (C).
```
agujero:   1  2  3  4  5  6  7  8  9  10
           -----------------------------
soplado:  |C |E |G |C |E |G |C |E |G |C |
aspirado: |D |G |B |D |F |A |B |D |F |A |
           -----------------------------
```

Véase que sólo entre los agujeros 4 a 7 es posible obtener todas las notas de la escala diatónica. Las escalas entre los agujeros 1 a 3 y entre los agujeros 7 a 10 no están completas, pero las notas que faltan pueden obtenerse con el uso del bending o portamento (véase más abajo en "Técnicas de armónica": "Bending").
La imagen de abajo muestra todas las notas que se pueden obtener en la misma armónica, incluyendo bends y overbends:
```
agujero:    1   2   3   4   5   6   7   8   9  10
                                               B
           D# |   |   |D# |F# |A# |   |D# |F# |A# |
           ---------------------------------------
soplado:  |C  |E  |G  |C  |E  |G  |C  |E  |G  |C  |
aspirado: |D  |G  |B  |D  |F  |A  |B  |D  |F  |A  |
           ---------------------------------------
           C# |F# |A# |C# |   |G# |C# |   |G# |   |
              |F  |A  |
                  |G# |
```

En los agujeros 1 a 4 y 6 el bend se obtiene aspirando y en los 8, 9 y 10 soplando. También disponemos de los overbend, los soplados llamados overblow van del agujero 1 al 6 y los aspirados, llamados overdraw, van del 7 al 10.
Con el uso de estas técnicas especiales se consigue obtener 42 notas (incluyendo cuatro repetidas), completando las tres octavas.
Para permitir la ejecución de cualquier melodía existen armónicas para cada una de las doce escalas diatónicas mayores existentes. La distribución de los intervalos es siempre la misma, variando solo la nota fundamental. Esta distribución está diseñada para tocar melodías del mismo tono que la armónica utilizando una escala diatónica mayor. Cuando se toca así se dice que se está tocando en primera posición. Sin embargo muchos músicos prefieren usar el modo mixolidio que existe entre el agujero 2 aspirado y el 6 soplado, cuya fundamental está una quinta por encima de la tonalidad de la armónica. Esta posición, llamada cross harp o segunda posición permite usar de un modo más eficiente los bends de los agujeros 1 a 6 y por eso es la más usada en blues. De este modo, se usa una armónica en do (C) para ejecutar una música en sol (G).
A lo largo del desarrollo del instrumento, diversos fabricantes crearon armónicas con una distribución alternativa de sus notas. Entre estas tenemos las armónicas en modo menor melódico, menor armónico y modo mayor con distribución alterada, como la Melody Maker de Lee Oskar que permite una ejecución de los acordes de las progresiones armónicas más comunes en la música popular. También existen armónicas afinadas en acordes aumentados o disminuidos.
Un nuevo modelo revolucionario de armónica diatónica producido por la casa Hohner es el llamado XB-40 (extreme bender 40) que permite, mediante un complejo sistema de lengüetas dobles, realizar bends en todos los agujeros, aumentando mucho la capacidad armónica del instrumento.

### Armónica de trémolo

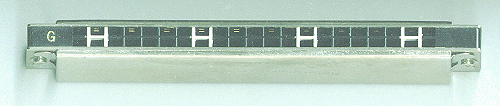
Armónica de tremolo.

La característica distintiva de la armónica de trémolo es que tiene una doble fila de agujeros con dos lengüetas en el agujero superior y dos en el inferior, en cada agujero una de las lengüetas tiene el sonido ligeramente más penetrante y la otra un poco más plano. Esto proporciona un sonido con una sensación de trémolo única creado al estar las dos lengüetas ligeramente desafinadas entre ellas. Los modelos asiáticos, en los que se pueden tocar los 12 semitonos, se utilizan en muchas canciones de Asia Oriental, en estilos que van desde el rock a la música pop. Se pueden encontrar armónicas de trémolo de 10, 12, 14, 16, 20, 24 e incluso de más agujeros.

### Armónica octavada
Las armónicas octavadas tienen una doble fila de agujeros. La fila inferior está afinada una octava por debajo de la superior. Las notas tienen el efecto como de ser tocadas por dos armónicas a la vez.
La armónicas octavadas que se fabrican suelen tener desde 14 hasta 20 pares de agujeros.

### Armónicas orquestales
Estas armónicas fueron creadas para interpretaciones en bandas y orquestas. Los modelos son muy variados.

#### Armónica orquestal melódica
Hay dos clases de armónica orquestal melódica: las más comunes son las llamadas armónicas «Horn», que se usan con más frecuencia en Asia oriental. Son de gran tamaño, y están formadas por un gran peine con juegos de lengüetas, solo para soplar, en la parte superior e inferior. Cada lengüeta se aloja dentro de un agujero. Una versión imita la distribución de notas de un piano, con las notas naturales de una escala diatónica C en el grupo de lengüetas inferior y las notas alteradas en el grupo de lengüetas superior; los agujeros están dispuestos en grupos de dos o tres con un espacio entre los grupos como las teclas negras de un piano (por lo tanto, no hay los agujeros con las notas mi# (E#)/ fa bemol(Fb), ni las si# (B#) / do bemol(Cb) en el grupo de lengüetas superiores). Otra versión cuenta con una lengüeta de nota «alterada» directamente encima de su «natural», con el mismo número de lengüetas en ambos grupos.
Este tipo de armónicas se encuentra en registros bajos, altos y sopranos abarcando dos o tres octavas. Son instrumentos cromáticos y se suelen usar en las orquestas de Asia oriental en lugar de la armónica cromática «de botón», más común en Europa y América. Sus lengüetas suelen ser más largas y su disposición en el peine les da un timbre diferente, de modo que se suelen situar en la sección de metal de la orquesta.
El otro tipo de armónica orquestal es la Polifónica, (aunque suele llamarse «Chromatica»). Tiene las doce notas cromáticas distribuidas en la misma fila, una por agujero. En muchos casos, estas armónicas tienen la misma nota soplada y aspirada en el mismo agujero, ya que tienen dos lengüetas, aunque los modelos n.º 7 y el n.º 261 de Hohner son sólo soplados. Este tipo de armónicas son de gran tamaño y abarcan tres octavas.
Tanto Hohner como Suzuki fabrican unos modelos de armónicas orquestales dobles. Consisten en dos armónicas colocadas una sobre la otra, y sujetas por unas lengüetas metálicas en los costados. La inferior tiene las notas naturales y abarca dos octavas, y la superior tiene las notas alteradas, y también la nota de la tonalidad y su V duplicadas con respecto a la inferior.

#### Armónica de acordes
La armónica acorde dispone de hasta 48 acordes: mayores, de séptima, menores, aumentados y disminuidos para tocar en orquesta. Las notas están distribuidas en grupos de cuatro agujeros, sonando en cada uno un acorde diferente cuando se aspira y cuando se sopla. Normalmente, cada agujero tiene dos lengüetas para cada nota, a una octava de diferencia. Sin embargo, los modelos más baratos a menudo tienen solo una lengüeta por nota. Muy pocas armónicas orquestales están diseñadas para servir como bajo y armónica de acordes, con las notas de bajo al lado de los grupos de acordes.
También hay otras armónicas de acordes, como la Chordomonica de Hohner, que funciona de modo similar a una armónica cromática, con un modelo de 10 agujeros y otro de 12. Sacrifica algunos tonos para mejorar la armonía del instrumento. Y las junior chord harmonicas, también de Hohner, que normalmente proporcionan 6 acordes.

### Armónica ChengGong
Una reciente innovación es la armónica ChengGong (程功) (un juego de palabras sobre el apellido del inventor y la palabra 成功, «éxito», que en chino mandarín se pronuncia «chenggong»), inventada por Cheng Xuexue de China. Tiene dos partes: el cuerpo principal, y una embocadura deslizante. El cuerpo principal tiene 24 agujeros que van de la nota Si2 (b2) a la nota Re6 (d6) (abarcando 3 octavas). Su embocadura de 11 agujeros puede deslizarse a lo largo de la parte delantera de la armónica, lo que da numerosas opciones de acordes y voces (siete tríos, tres acordes de 6.ª, siete acordes 7.ª y siete acordes de 9.ª, para un total de 24 acordes disponibles). Sin embargo, la ChengGong sigue siendo capaz de interpretar melodías de notas independientes en un rango de tres octavas diatónicas, y todo ello manteniendo un diseño reducido, no mucho mayor que una armónica cromática de 12 agujeros. A diferencia de las armónicas convencionales, soplar y aspirar produce las mismas notas, ya que su afinación es más cercana a la distribución de notas de la armónica de trémolo asiática o de la Polifónica.

### Afinador soplador
El afinador soplador no es propiamente una armónica, ni siquiera un instrumento musical en sí mismo, pero tiene un mecanismo de lengüeta que funciona igual que el de la armónica. El afinador soplador sirve para dar la referencia del tono de una melodía a los cantantes o a otros instrumentos. La única diferencia entre algunos de los primeros afinadores sopladores y las armónicas es el nombre del instrumento, que refleja a quién va dirigido su uso. Los afinadores sopladores cromáticos, usados por cantantes y coros, da una escala cromática completa de 12 notas. Existen afinadores sopladores para instrumentos de cuerda, como violines o guitarras; las notas del afinador suelen corresponder a la de cada una de las cuerdas sin pulsar de estos instrumentos.

## Accesorios

### Amplificación

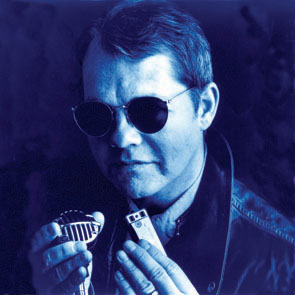
Alan Glen con su armónica y un micrófono Bullet.

Si bien los dispositivos de amplificación no eran parte de la armónica en sí misma, algunas empresas han comenzado recientemente a producir electro-armónicas que tienen su propia amplificación (Harmonix por ejemplo). Desde los años 1950, muchos armonicistas de blues habían amplificado sus instrumentos con micrófonos y amplificadores de válvulas. Uno de los primeros innovadores de este enfoque fue Marion «Little Walter» Jacobs, quien tocaba la armónica cerca de un micrófono «Bullet», tipo de micrófonos comercializados para ser usados por los operadores de radio taxi. Esto dio a su armónica un tono «agresivo», que podía ser oído por encima de una guitarra eléctrica. Además, los amplificadores de válvulas producían una distorsión natural cuando se usaban con el volumen muy alto, lo que añadía cuerpo y plenitud al sonido. Little Walter también ahuecada sus manos alrededor del instrumento, comprimiendo el aire alrededor de la armónica, dándole un potente y distorsionado sonido, que recordaba el de un saxofón, de ahí el término «Mississippi saxofón». Little Walter aprendió la mayor parte de su técnica de armónica amplificada de Big Walter («Shakey») Horton.

### Soporte

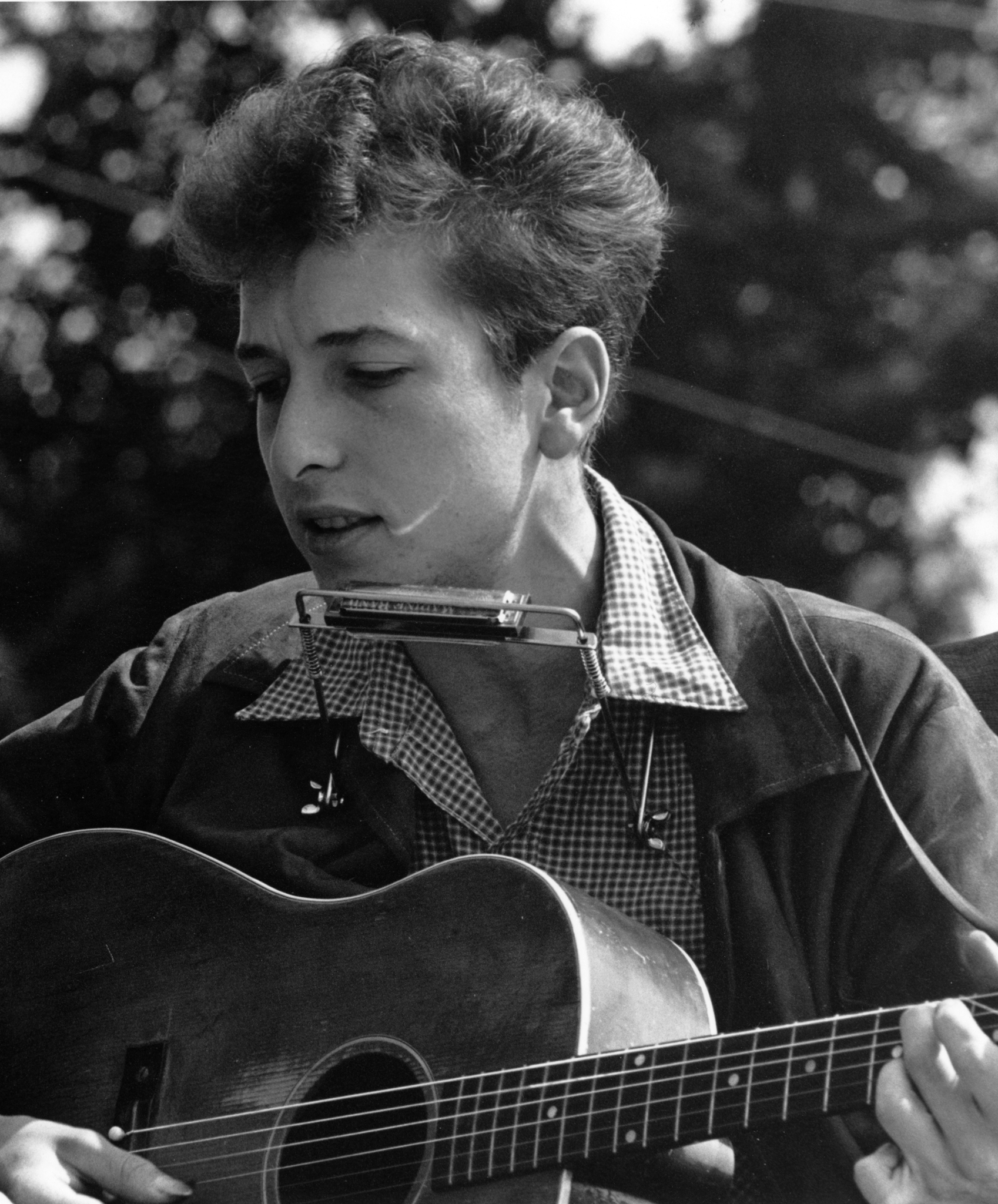
Bob Dylan en 1963 con su guitarra y su armónica en un soporte.

Los músicos que usan la armónica mientras tocan otro instrumento con sus manos (por ejemplo una guitarra acústica) suelen usar un soporte (neck rack en inglés) para posicionar el instrumento delante de su boca. Unas abrazaderas sujetan la armónica entre dos brazos de metal que están unidos a una varilla curva de metal que reposa sobre los hombros a cada lado del cuello. Los músicos de folk y los hombres orquesta suelen utilizar estos soportes.

## Técnicas
Las técnicas disponibles para la armónica son numerosas. Algunas se usan para dotar de un mayor dinamismo tonal, mientras que otras incrementan la habilidad interpretativa. El uso de estas técnicas convierte a una armónica diatónica, que debería tocarse en su tono, en un instrumento versátil.

### Embocado
El embocado define tanto la posición de la boca sobre la armónica como la posición de las manos para sujetarla.
El modo de sujetar la armónica con las manos varía mucho según cada armonicista, pero hay una cosa clara, la armónica debe reposar sobre el dedo pulgar de la mano izquierda, con su extremo izquierdo en el puente entre el pulgar y el índice, y el dedo índice sobre la parte de la placa protectora más alejada de la boca, pinzando para mantenerla firme. La posición de los otros dedos y la ayuda que da la otra mano va a gustos, según la comodidad; hay armonicistas que permanentemente parecen acariciarla, usando el movimiento de las manos en esas caricias para variar el sonido que produce la armónica, otros usan el resto de dedos para reforzar una posición firme, y la apoyan aún más con la otra mano. Sea cual sea el método usado, lo importante es que la armónica esté firme en la mano, que no se deslice por ella, que manos y brazos se sientan cómodos para imprimirle los movimientos necesarios para que suene natural y que también puedan usarse las manos para variar la resonancia del sonido cuando se crea necesario.
El embocado en sí mismo puede hacerse de dos modos. Con la llamada boca fruncida, poniendo los labios como si se estuviera haciendo callar a alguien, colocando ahí la armónica, y ajustándolos para hacer sonar un agujero cada vez. O usando la técnica lingual, abriendo más los labios hasta abarcar tres o cuatro agujeros, y tapando con la punta de la lengua los tres a la derecha o a la izquierda del que se quiera hacer sonar. En los dos casos la lengua debe estar plana y relajada contra los dientes en caso de estar usando la boca fruncida, o entre ellos si se usa la técnica lingual.
Aunque no forma parte en sí misma del embocado, también es importantísima la respiración. Aunque siempre se habla de soplar y aspirar, el concepto es erróneo, ya que para hacer esto se debe forzar mucho la entrada y salida de aire, cuando lo adecuado es que se haga de una manera natural, usando la respiración abdominal subiendo y bajando el diafragma, dejando que el aire entre y salga como si fuera la respiración normal. El uso de una respiración inadecuada se hace más patente en las notas más agudas, las de los agujeros 8, 9 y 10, que parece imposible hacer sonar, sobre todo aspiradas, ya que se aspira cada vez más fuerte buscando el sonido, con lo que sólo se consigue cerrar más los labios y tensar la faringe, cerrando por completo la entrada de aire sin conseguir sonido alguno. Cuando se emplea una respiración relajada y natural, el sonido se produce también con naturalidad. Toda tablatura de armónica debe dar mucha importancia a una adecuada secuencia de notas aspiradas y sopladas, junto con las pausas necesarias, ya que, de otro modo, será imposible mantener el ritmo necesario.

### Posiciones
Además de poder tocar la armónica diatónica en su tonalidad original (hay una armónica de afinación diferente para cada una de las doce tonalidades posibles), también puede tocarse en otras tonalidades usando otras «posiciones», usando secuencias de notas diferentes, específicas para cada posición. Los armonicistas (especialmente los armonicistas de blues) han desarrollado una terminología propia sobre las diferentes «posiciones» que normalmente es confusa para otros músicos.
Una armónica diatónica puede tocarse en doce posiciones diferentes, aunque por lo general se usan las cinco primeras y, más concretamente, las tres primeras. Con el uso de las técnicas de bending y overbending se puede completar una escala de tres octavas. La primera posición, o directa (straight), empieza y termina en el agujero 4 soplado. La segunda posición o cruzada (cross), siete semitonos más alta, que empieza y termina en el agujero 2 aspirado. Y la tercera posición o doble cruce (double crossed), siete semitonos más alta que la segunda, que empieza y acaba en el agujero 4 aspirado.
La decisión de qué tonalidad de armónica usar y en qué posición, no solo se toma por el tono en que esté la melodía a interpretar, sino que también es muy importante la riqueza de sonido que se le quiera dar. Por ejemplo, para interpretar una melodía en sol (G), se puede emplear una armónica en sol (G) en primera posición y, entre los agujeros 4 y 8, se tendrán todas las notas de la escala de sol(G), aspirando o soplando, sin necesidad de usar técnicas especiales. Pero también se puede usar una armónica afinada en do (C), en segunda posición, y también se tendrán todas las notas de la escala disponibles entre los agujeros del 3 al 6, pero se deberá hacer uso de los bends para conseguirlas. El uso de los bends en esta posición es lo que da a la armónica su característico sonido de lamento.
Véase también Armónica diatónica más arriba.

### Bending
Además de las 19 notas que se pueden conseguir en una armónica diatónica sin el uso de técnicas especiales, los armonicistas pueden obtener, ajustando el modo de embocar, la posición de la lengua y la fuerza del caudal de aire soplado o aspirado; forzar las lengüetas para que modifiquen hasta en un tono y medio su nota original. Esta técnica se conoce como bending, un término copiado de los guitarristas, que literalmente comban (en inglés bend) una cuerda para crear un sutil cambio de tono. Los bends producen los característicos portamentos del blues y de la música country. Los bends son esenciales para las armónicas de blues y de rock por el sonido triste que proporcionan al instrumento. El clásico «lamento» de las armónicas de blues requiere el uso del bending.
Cada bend baja la nota medio tono. En el caso del agujero 2 aspirado, hay dos posiciones distintas de bend además de su nota aspirada natural, por lo que se puede bajar un tono completo. El agujero 3 aspirado tiene tres posiciones, por lo que puede bajar tono y medio. Los agujeros 1, 4 y 6 aspirados tienen solo una posición que baja medio tono. El resto de agujeros aspirados no permiten usar este efecto. En cuanto a los bends soplados, los agujeros 8 y 9 tienen una posición y el agujero 10 tiene dos.
Para conseguir un bend aspirado, además de una respiración adecuada (como se indicó más arriba) natural pero con más fuerza, lo más importante es la posición de la lengua. En los agujeros donde sólo hay una posición de bend, la lengua debe llevarse atrás como si fuera un pistón si las notas son más graves, o simplemente mover la punta por debajo de los dientes si son más agudas. Se notará cómo el sonido varía, como si se ahogara un poco. En los agujeros 2 y 3 la cosa es un poco más complicada; para el primer bend debe llevarse la punta de la lengua por debajo de los dientes, pero manteniendo la lengua plana. Para el segundo bend del agujero 3, se mantiene la punta en esa posición o se baja ligeramente, pero el resto de la lengua debe aplanarse más hacia la mandíbula inferior. Para el segundo bend del agujero 2 y el tercero del 3, la lengua debe seguir pegada abajo, y retroceder todo lo posible hacia la garganta. Inclinar la armónica ligeramente hacia arriba puede facilitar el conseguir el bend. Es muy importante encontrar la posición correcta, sobre todo en los agujeros de bends múltiples, ya que, si no, se puede dejar atrás el que se busca, o no llegar a él, alterando por tanto la nota buscada.
Para ayudarse a reconocer el sonido de la posición de bending que buscan en los agujeros 2 y 3, algunos armonicistas hacen uso de las letras vocales, ya que cada bend tiene un sonido similar a una de ellas. Según esto, el sonido de la nota natural aspirada se asemeja a la e; el del primer bend, a la u; el del segundo, a la o en el agujero 2, y a un intermedio entre u y o en el 3; y el tercero del agujero 3 suena también como o. Un método más técnico es usar un afinador electrónico, que nos indica la nota que estamos produciendo en cada momento.
La técnica de bending soplado es completamente distinta. Aquí se pretende «combar» el aire hacia fuera y hacia abajo. Para ello se coloca la lengua contra los dientes inferiores y se curva, buscando sentir cómo el aire sale por entre los dientes y con dirección a la barbilla, haciendo la curva de la lengua más acusada para el segundo bend del agujero 10. Se dice que la técnica de bending soplados es mucho más difícil de conseguir que la de los aspirados.
Mecánicamente lo que sucede dentro de la armónica es lo siguiente: En los bendings aspirados, según vamos forzando más el bend, además de vibrar la lengüeta de aspirado, comienza a vibrar también la superior, la de soplado, haciendo variar el sonido más cuanto más bajo es el bending. En los bendings soplados sucede todo lo contrario.
Se ha de tener en cuenta que los bendings no tienen la misma dificultad en las distintas afinaciones. Por ejemplo, en una armónica afinada en do (C), los bendings de los primeros agujeros se consiguen con más facilidad que en una armónica afinada en la (A).

### Nota
Véase más arriba, en "Armónica diatónica", el segundo gráfico, para ver todos las posibles bendings y overbendings de una armónica.

### Overbending
En 1970, Howard Levy desarrolló la técnica llamada overbending (dividida en overblowing y overdrawing.) El overbending, en combinación con el bending, permite a los armonicistas tocar la escala cromática completa de tres octavas con una armónica diatónica.
La técnica del overbending tiene similitudes y diferencias con la de bending. La principal diferencia es que en vez de bajar el tono lo que hace es subirlo. Los overblows (overbends soplados) se usan en los agujeros 1 al 6 y los overdraws (overbends aspirados) en los agujeros 7 a 10.
El bending lo que consigue, técnicamente, es hacer que la lengüeta de tono más bajo en un agujero vibre más rápido, y la de tono más alto lo haga más lentamente. El overbending lo que hace es aislar la lengüeta de tono más alto para poder conseguir que suba el tono. Esto no se consigue con cualquier armónica, la apertura de las lengüetas es muy importante, ya que una lengüeta muy abierta o muy cerrada imposibilita conseguir el efecto. Por ello los armonicistas que trabajan esta técnica suelen manipular sus armónicas, cosa que tiene cierta complejidad. Existen algunos modelos de armónica específicos para el overbending, como la Golden Melody de Hohner o la Suzuki OverDrive. Esta última tiene un diseño especial, con unos agujeros en la chapa protectora que deben taparse cuando se quieren conseguir los overbends.
Para conseguir los overblows se debe partir de la posición de un bend soplado, y de la de un bend aspirado para los overdraws. Contra lo que su nombre pueda indicar, lo que se requiere no es imprimir más fuerza al flujo de aire, sino ejercitar hasta encontrar el punto justo en que el sonido modifica su tono.
Al ser una técnica de gran dificultad, pocos armonicistas la usan, prefiriendo la comodidad de poder hacer uso, para cada melodía, de la armónica de la tonalidad adecuada.

### Vibrato
El Vibrato es una técnica muy usada en las interpretaciones con armónica, así como en otros muchos instrumentos. Con el vibrato se consigue dar al sonido una oscilación de tono, de sonido muy característico. Con una armónica esto se consigue de varias maneras.
Uno de los métodos más comunes es el vibrato de mano. Para conseguirlo se modifica la posición de la mano derecha, formando alrededor de la armónica una caja cerrada contra la mano izquierda: separando y juntando de nuevo la mano derecha a la izquierda se consigue la vibración del sonido. También puede conseguirse un vibrato usando la lengua y los labios para modular e interrumpir el flujo de aire con rapidez.
También existe el vibrato de diafragma, aunque al ser más bien una alteración de la fuerza del sonido y no de su tono, su denominación correcta es trémolo. Se realiza emitiendo o aspirando pequeños golpes de aire, como si estuviera diciendo «uh uh uh», concentrándose en que el emisor sea el estómago, no la boca. Una variación es usar la garganta, en vez del diafragma, para conseguir el efecto.
Otros de los métodos que más han usado y usan todos los grandes armonicistas es el llamado shakeo trino. Agitando la cabeza hacia los lados con rapidez, pero a ritmo constante, para que los labios se muevan entre dos agujeros, consiguiendo un sonido muy tradicional, sobre todo en el blues. Se puede combinar shakes aspirados con soplados y también ir subiendo y bajando a lo largo de la armónica, siempre manteniendo un tiempo el shake entre dos notas contiguas.

### Bloqueo de lengua
Como ya se ha comentado, se puede usar la lengua bloqueando algunos agujeros para hacer sonar notas individuales. Sin embargo, el llamado bloqueo de lengua se usa para hacer sonar dos notas distintas, y separadas la una de la otra, a la vez. La técnica requiere que los labios abarquen más agujeros a la vez (en función del intervalo entre notas que estemos buscando); la lengua se apoya sobre la embocadura, bloqueando los agujeros centrales y dejando libre el agujero en cada extremo. Soplando o aspirando en ese momento conseguiremos el sonido de las dos notas a la vez. Lo más importante en esta técnica es no perder el embocado correcto mientras nos desplazamos sobre la armónica. Por ejemplo, podemos tocar dos notas separadas por una octava: si en una armónica en do(C) abarcamos con los labios los agujeros 4 al 7, bloqueamos con la lengua el 5 y el 6 y soplamos, estaremos haciendo que suene el do(C) del agujero 4, y la misma nota del agujero 7. Si en ese mismo ejemplo solo bloqueáramos el agujero 5, haríamos sonar el do junto a su quinta, el soldel agujero 6.

### Otras técnicas
Además de las técnicas más comunes existen multitud de otras técnicas, con más o menos uso. Como, por ejemplo, pasar con rapidez de una nota bend a la nota aspirada normal del mismo agujero, o viceversa. O conseguir un sonido más «picado», levantando la punta de la lengua hacia el paladar cuando se sopla una nota. O también hacer que varias notas vibren juntas solo un instante antes de acometer la nota adecuada. Algunos armonicistas hablan o emiten sonidos sobre la armónica que, modulados por las lengüetas, consiguen efectos curiosos.
El uso de micrófono permite también toda una serie efectos que incluyen el rozado de la armónica con el micro, o el darle pequeños golpes en los momentos adecuados. Aunque no es común, también hay armonicistas que usan pedales distorsionadores, como los de las guitarras, para alterar artificialmente el sonido de sus armónicas.

## Usos médicos
Tocar la armónica requiere inhalar y exhalar con fuerza contra algo que se opone (la armónica, o para ser más exactos sus lengüetas). Esta actividad ayuda a desarrollar un diafragma fuerte y a respirar usando toda la capacidad pulmonar. Doctores especialistas en pulmón han notado que el acto de tocar la armónica se parece a ciertos ejercicios para rehabilitar a los pacientes con EPOC como si estuvieran usando un PFLEX para los ejercicios de aspirado (un dispositivo parecido a un afinador por el que se aspira y que regula la resistencia que ofrece) o el sirómetro para los de soplado. Aprender a tocar un instrumento ofrece también un sentimiento de motivación, además del ejercicio en sí mismo. Muchos programas de rehabilitación pulmonar han empezado a incorporar la armónica.

## Competiciones
Cada cuatro años, en otoño, se celebra una competición de armónica, la World Harmonica Festival, en Trossingen, Alemania, sede de la empresa de armónicas Hohner. Además hay taller de armónica máster, que se celebra cada año. Otro evento internacional de armónica se celebra en verano, cada dos años, en ciudades de la zona asiática del Pacífico, el evento se llama Asia Pacific Harmonica Festival.
En Hong Kong se celebra cada año un Festival de Música Escolar, para que los estudiantes puedan tomar parte en clases de diferentes estilos musicales. Las clases incluyen banda para escuela primaria y secundaria, conjunto para escuela secundaria, dúo para escuela secundaria, solo (júnior, intermedio y sénior), y conciertos (libre). Cada mes de agosto hay un concurso de armónica en Idaho (EE. UU.). El concurso viene celebrándose desde 1989. El concurso se celebra en Yellow Pine a unas 150 millas en las afueras de Boise, Idaho y se llama Yellow Pine Harmonica Contest.

## Instrumentos relacionados
La concertina, los acordeones diatónicos o cromáticos y la melódica son instrumentos de lengüetas libres. Ciertamente las similitudes entre la armónica y el llamado acordeón diatónico es tanta que en alemán el nombre de la primera se escribe Mundharmonika y del segundo Handharmonika, la traducción sencilla es «armónica de boca» y «armónica de mano»; los nombres de los dos instrumentos en lenguaje eslavo también son similares. La armónica tiene similitudes con los demás instrumentos de lengüetas libres en virtud del método usado para producir el sonido.

## Notación de tablaturas
Existen numerosos sistemas para anotar las tablaturas de las melodías de armónica. La característica común de todas ellas es que se indica el agujero o agujeros que se han de tocar para cada nota o grupos de notas. El modo de indicar si es soplado o aspirado, o las diversas técnicas especiales a aplicar, varían, siendo muchas veces difícil de indicar, y quedando a la improvisación del armonicista. Uno de los sistemas básicos de notación se explica a continuación.
- Notación para armónica diatónica

```
+2  o  2    = soplar el agujero 2
-2  o (2)   = aspirar el agujero 2
-2' o (2b)  = aspirar el agujero 2 en la primera posición de 
bending

-2" o (2bb) = aspirar el agujero 2 en la segunda posición de 
bending

 2o         = soplar el agujero 2 en posición de "overblow"
-7o o (7o)  = aspirar el agujero 7 en posición de "overdraw"
```

Los acordes (que se tocan usando varios agujeros a la vez) se anotan poniendo entre paréntesis los agujeros a usar, juntando ambos números también se sobrentiende que ambos agujeros se tocan al unísono.
```
(2 3)   o 23   = soplar los agujeros 2 y 3 al mismo tiempo
(-2 -3) o (23) = aspirar los agujeros 2 y 3 al mismo tiempo
```

- Notación para armónica cromática

```
 +2 o 2     = soplar el agujero 2
 -2 o (2)   = aspirar el agujero 2
 <2         = soplar el agujero 2 con el botón pulsado
 <-2 o (<2) = aspirar el agujero 2 con el botón pulsado
```

Las tablaturas de armónica están normalmente alineadas con la letra de la canción para poder ver el tono y el tiempo. También es común que se indique el tono de armónica que debería usarse. A continuación un ejemplo de tablatura, con letra.
```
Mack the Knife

  Do (C) Diatónica
5   6   -6   -6   5  6   -6     -6
Oh the shark has pretty teeth, dear
-4  -5  -6    -6  -4 -5   -6
And he shows them pearly white
 6  -7  -8    7   -7   -6  7     -4
Just a jack knife has MacHeath, dear
 5  -5   7   -4  7  -7  -6
And he keeps it out of sight
```